# Sant Pau d'Envistadors (església)

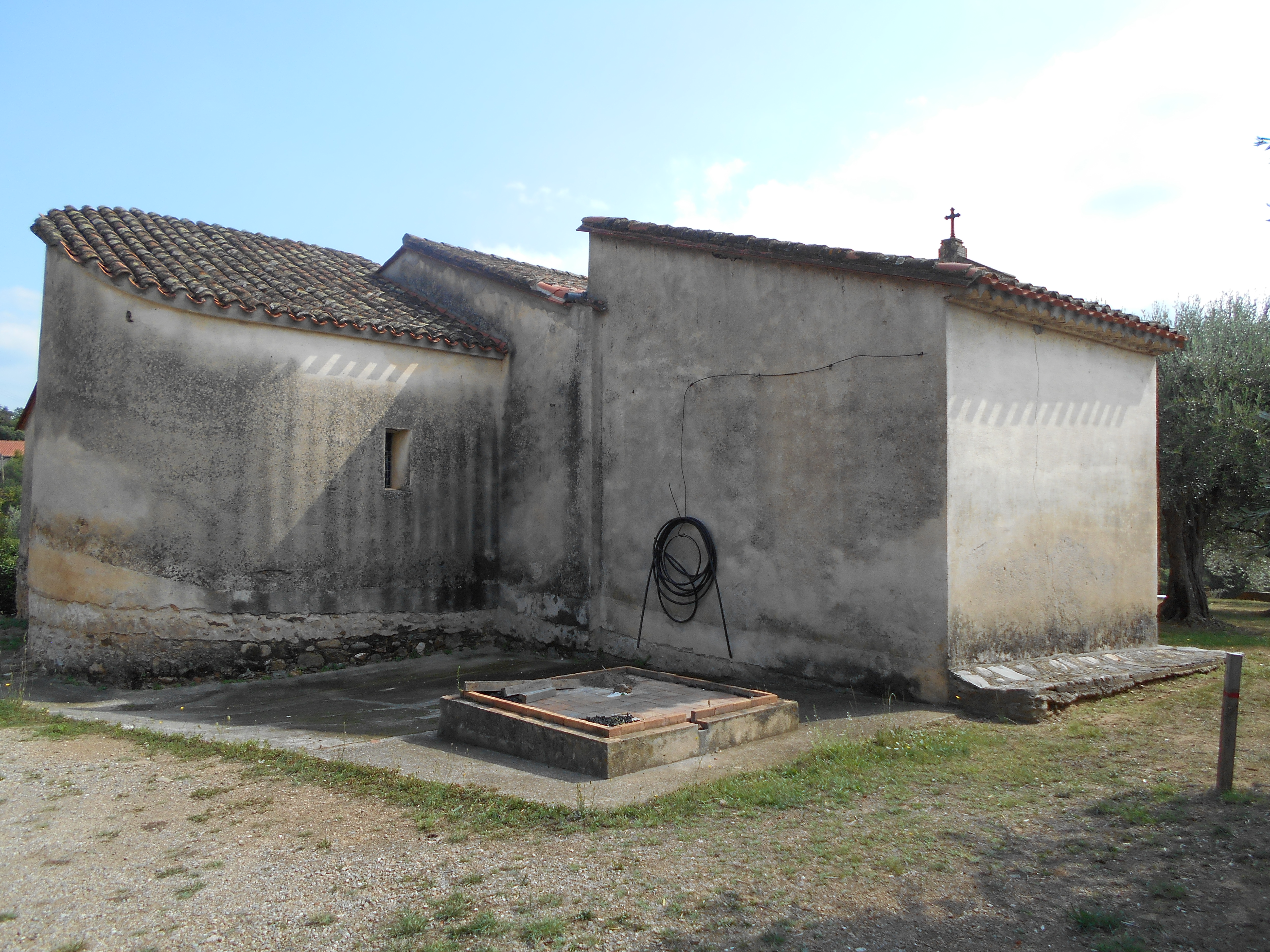
Capçalera i mur occidental de l'ermita

L'església de Sant Pau d'Envistadors, també coneguda com a Sant Pau de les Botifarres, dels Enamorats, o fins i tot de Ceret), i antigament Sant Pau del Vilar, és una ermita del terme comunal de Reiners, a la comarca del Vallespir (Catalunya del Nord), situada a l'extrem oriental del veïnat de Sant Pau.
El nom popular li prové dels aplecs que s'hi celebren, antigament molt concorreguts per tota la comarca, on es feien grans tecs, populars per les botifarres que s'hi coïen, i on la joventut de la comarca buscava les relacions de parella per al futur: d'això el sobrenom de Sant Pau dels Enamorats i de Sant Pau dels Envistadors.
Està situada a prop del racó nord-est del terme de Reiners, a l'esquerra del Tec i a ran del terme comunal de Ceret. Per la seva situació, així com pel fet de ser molt concorreguda pels ceretans, és considerada sovint com a pertanyent a Ceret, tot i que no és dins del terme d'aquesta vila.

## Història

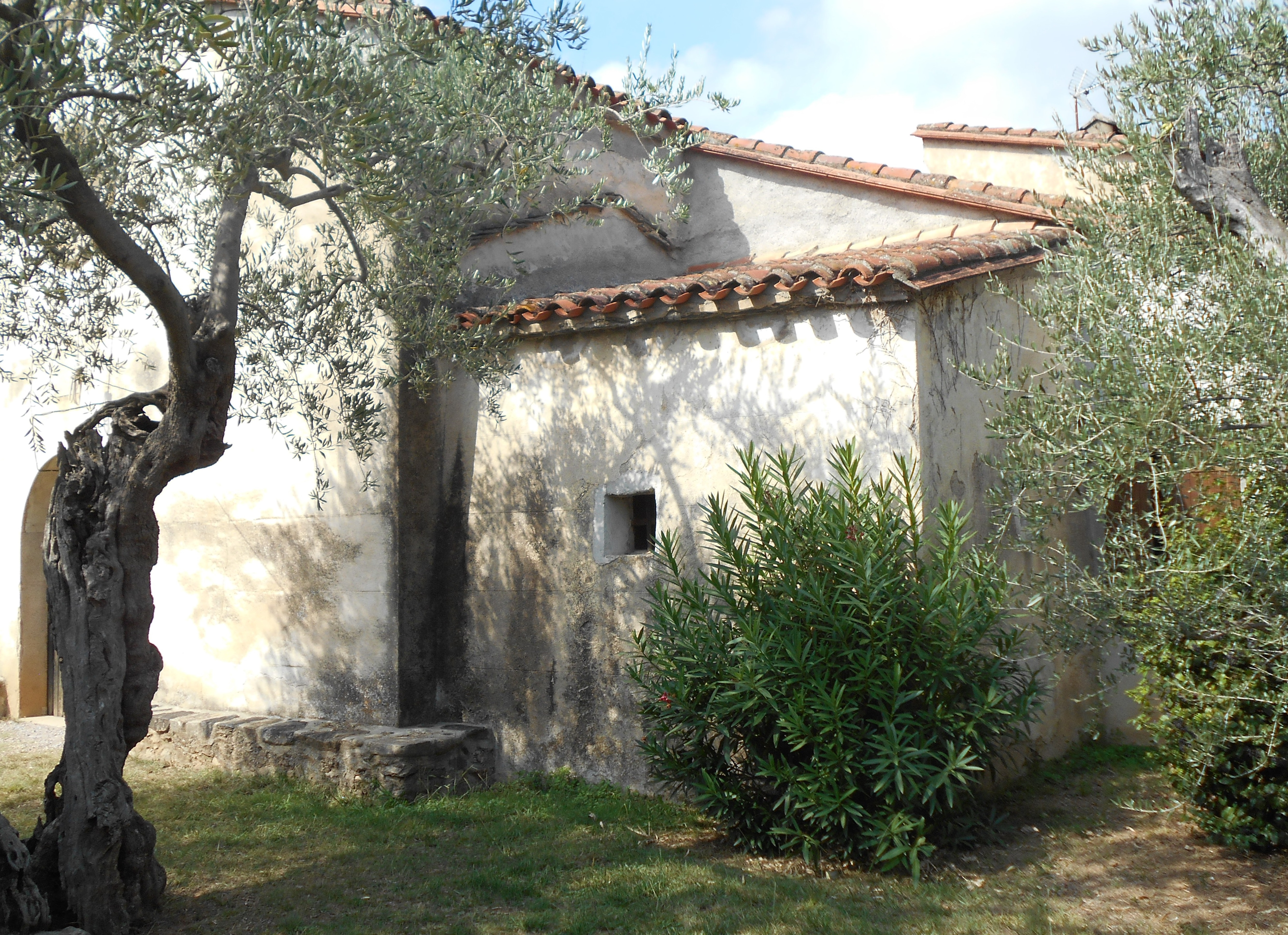
Capçalera de l'església preromànica

Tot i que el lloc és esmentat des del 930, com a Vilar d'Asnar, el document més antic que es refereix a l'església és del 1095, quan apareix en una donació d'un alou a Sant Pau del Vilar a l'abadia de Santa Maria de Vilabertran; així mateix, apareix diverses vegades al llarg de l'edat mitjana. L'església, que havia estat parroquial, va esdevenir una ermita molt concorreguda per ceretans i reinerencs al segle xvii.

## L'edifici

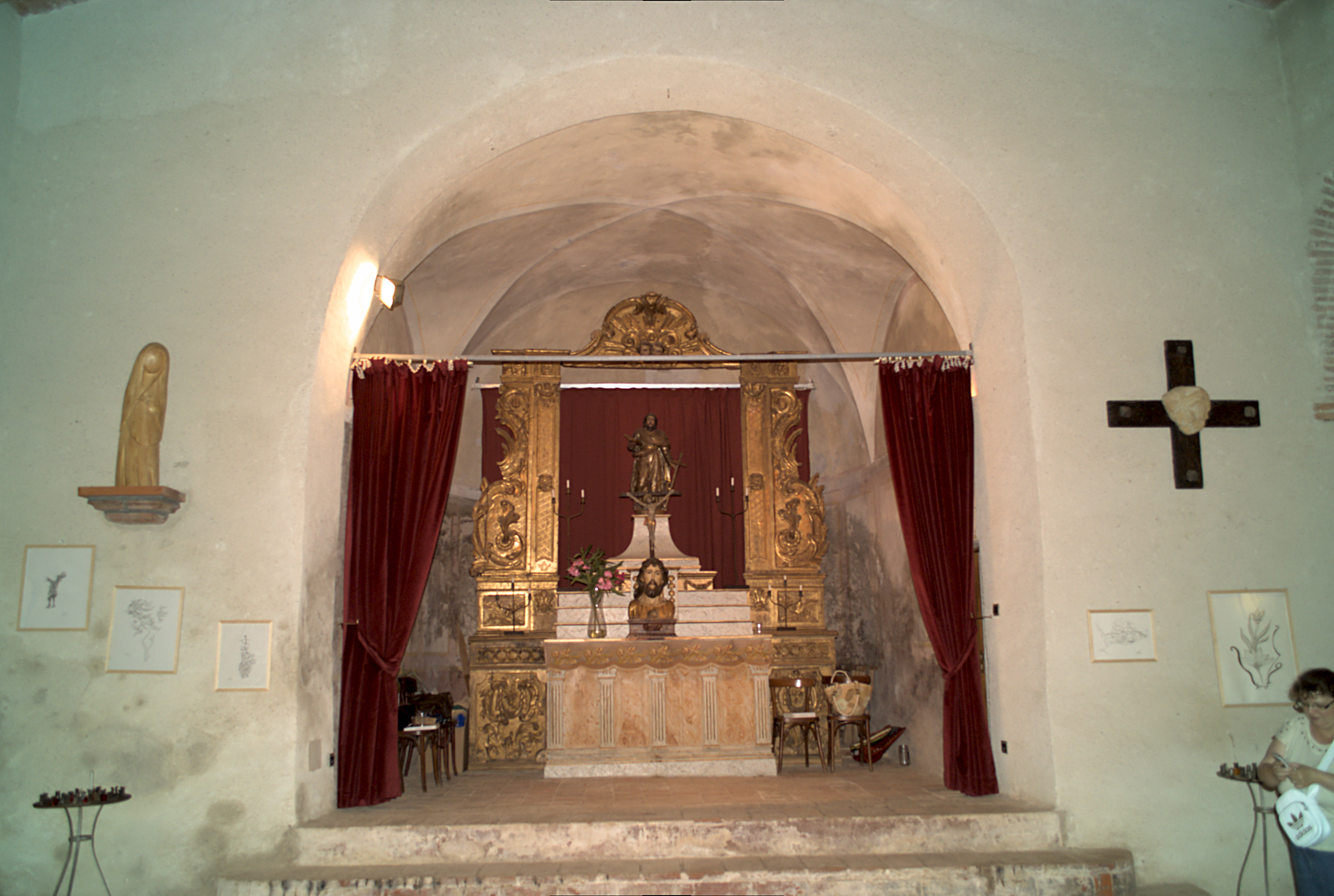
Interior de l'ermita

Probablement d'origen preromànic, l'edifici va ser remodelat en gran manera durant el segle xvii. Se'n canvià l'orientació de l'eix oest-est característic del romànic, al sud-nord, actual disposició de l'església. Així, s'hi construí un absis nou, al nord, i el que quedava de l'església preromànica passà a ser els peus de la nau, amb l'absis trapezoïdal incorporat a l'habitatge de l'ermità, bastit al costat oriental de la nau del segle xvii. D'aquesta església es conserven, a més de l'absis, els murs meridional i occidental, i només en desaparegué el del nord, que és on s'obrí l'església nova, així com la coberta. Les parets foren encalades i arrebossades, de manera que s'aprecia poc l'aparell original, que es pot datar al segle x. Dues finestres es conserven a l'absis del temple antic, una al centre de la cara est, i una altra a la del sud, aquesta molt modificada. Són finestres d'un sol biaix, amb arquet de mig punt.